# Dracocephalum palmatoides
Dracocephalum palmatoides là một loài thực vật có hoa trong họ Hoa môi. Loài này được C.Y.Wu & W.T.Wang mô tả khoa học đầu tiên năm 1977.